# Top Of Tyrol

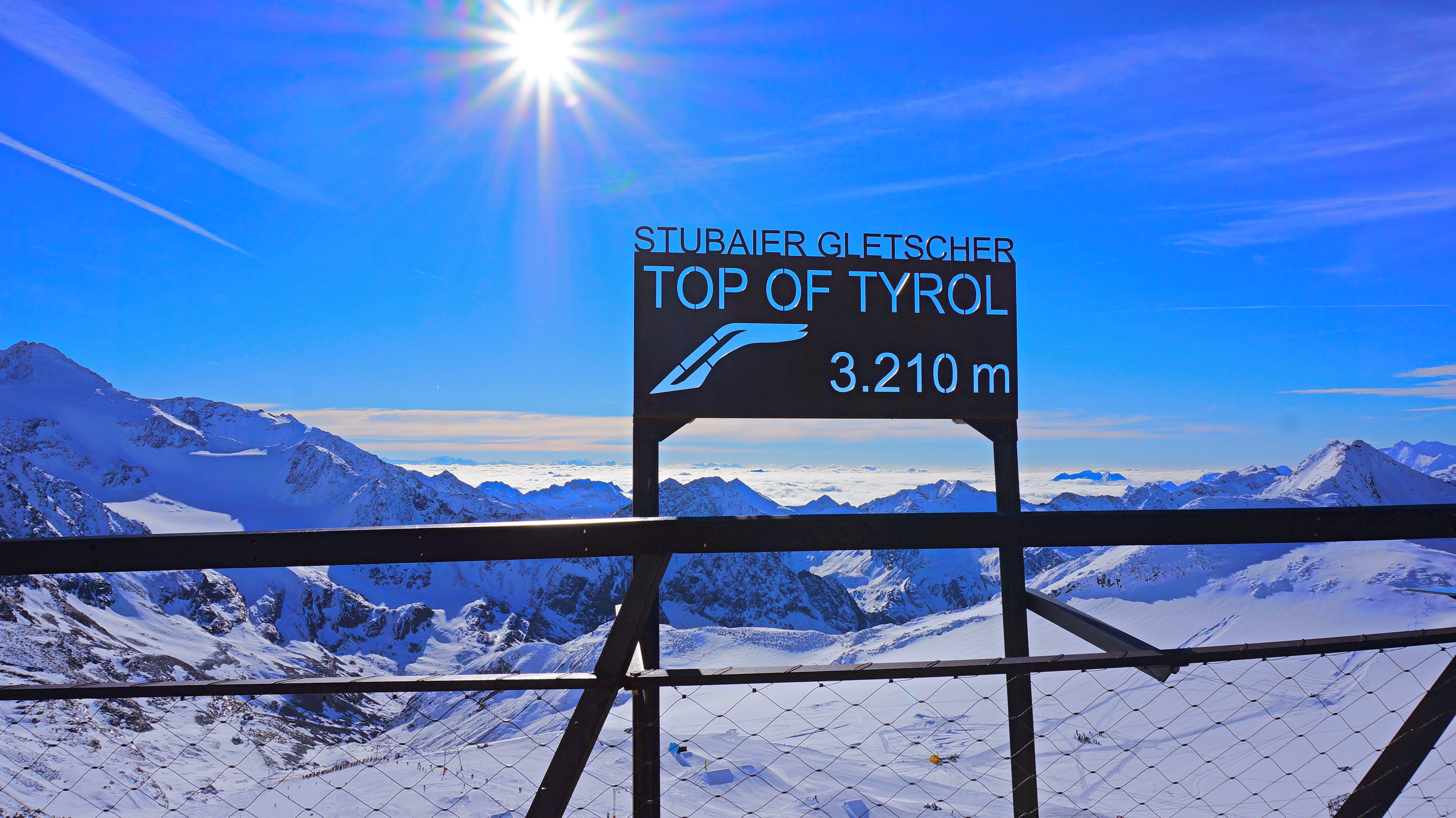
Blick von der Aussichtsplattform über den Gaißkarferner Richtung Süden / Dolomiten

Top Of Tyrol ist der Name einer Aussichtsplattform auf dem nordöstlichen Seitengipfel des Großen Isidors (3210 m ü. A.) in den Stubaier Alpen, in Tirol, Österreich und befindet sich inmitten des Skigebiets Stubaier Gletscher.

## Lage und Nutzung
Die Plattform liegt auf einer Seehöhe von etwa 3196 m und ermöglicht bei guter Fernsicht eine Aussicht über 109 Dreitausender. Von der Plattform aus kann man u. a. Teile der Gebirgszüge der italienischen Dolomiten, der Ötztaler Alpen und der Stubaier Alpen sehen. Die Plattform ist fast direkt mit der Seilbahn erreichbar; vom Ausgang der Bergstation der Schaufeljoch Seilbahn (3170 m) führen Treppen direkt zur Plattform hinauf. Während die Plattform primär für den Übergangs- und Sommertourismus gedacht ist, wird sie auch im Hochwinter je nach Wetterverhältnissen begehbar gemacht. Der Zutritt zur Plattform ist kostenlos.

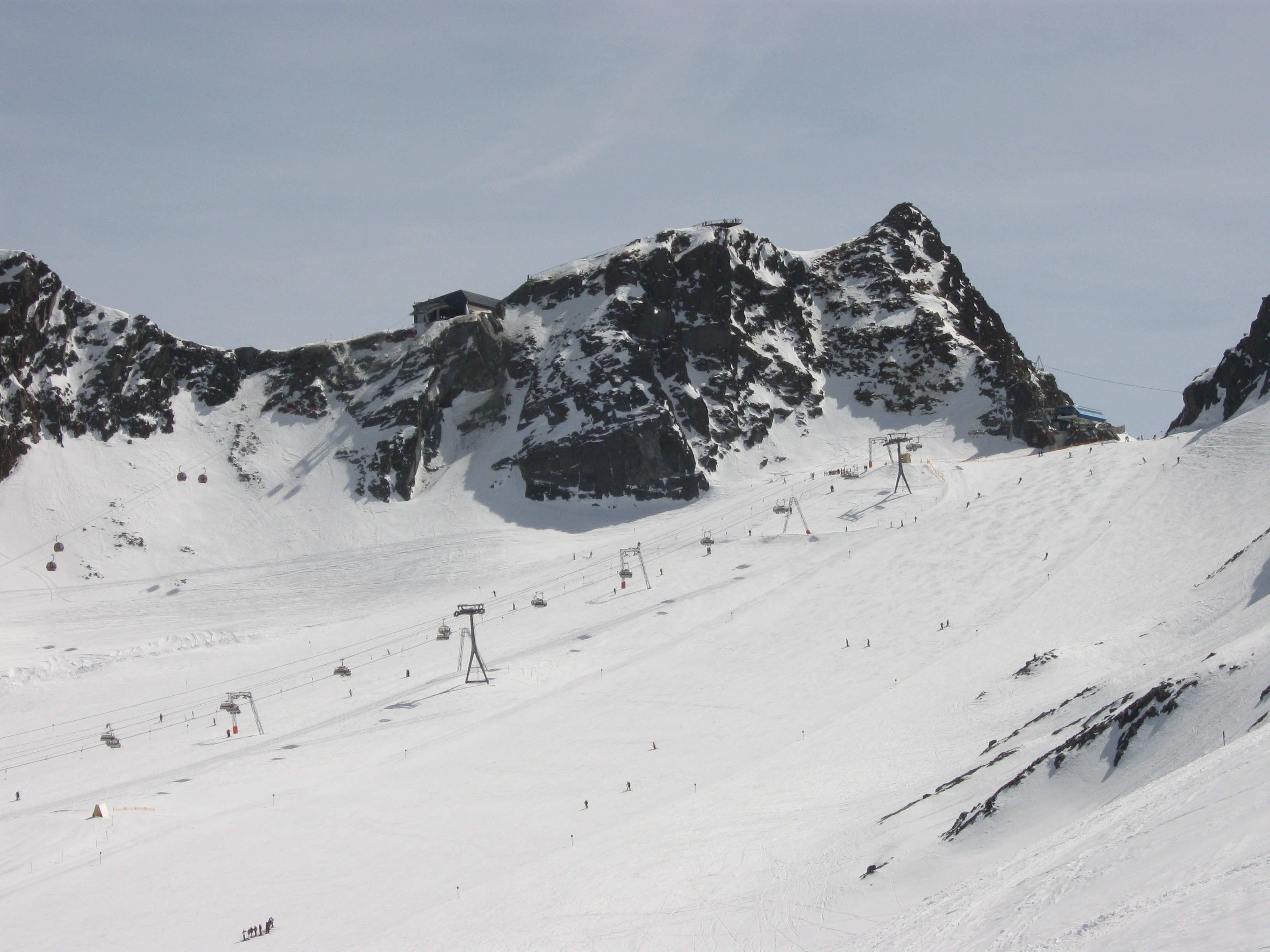
Aussichtsplattform (Mitte) neben dem Großen Isidor (rechts), darunter der Schaufelferner (Eisjochferner), ganz rechts das Eisjoch
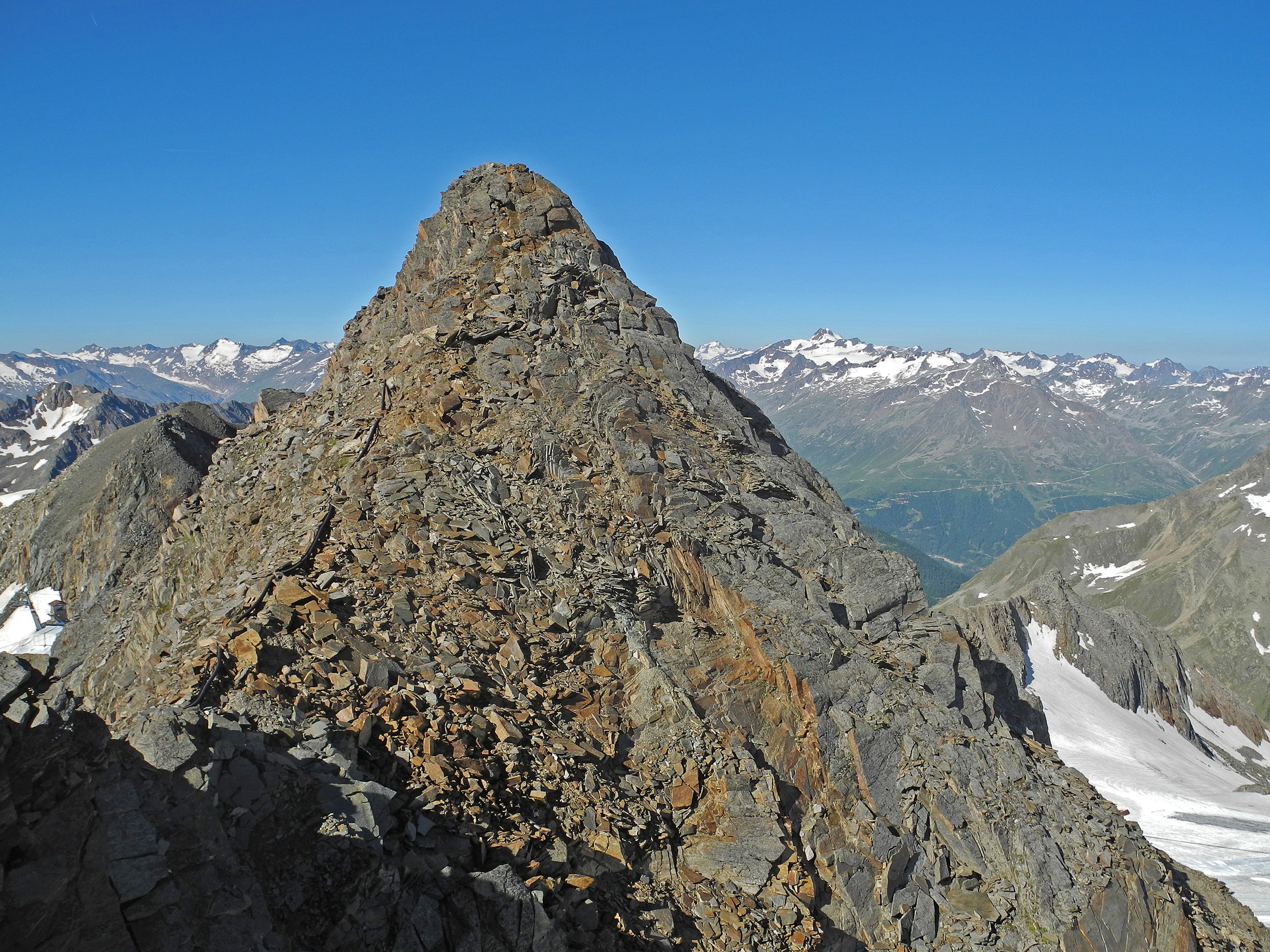
Blick von der Aussichtsplattform nach Südwesten zum Großen Isidor, der die Plattform um ca. 14 m überragt; rechts ganz hinten die Wildspitze
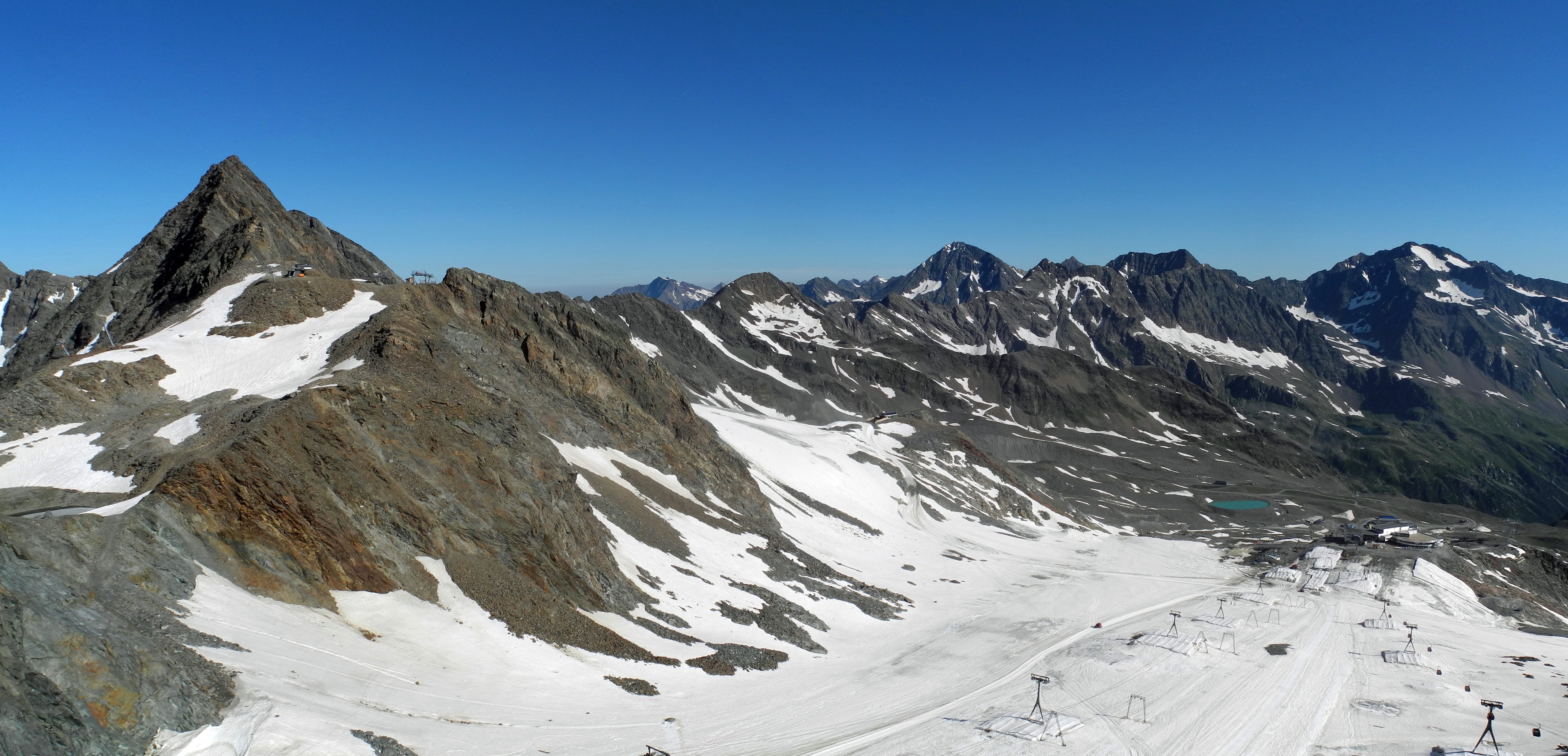
Blick von der Aussichtsplattform nach Norden (Stubaier Wildspitze, Schrankogel, Ruderhofspitze, darunter der Schaufelferner)

## Architektur
Nach einer zweijährigen Planungs- und Bauphase wurde die Aussichtsplattform im September 2009 fertiggestellt. Entworfen wurde sie vom Architekturbüro LAAC Architekten in Innsbruck im Auftrag der Wintersport Tirol AG. Die gesamte Montage der Plattform erfolgte mithilfe von Hubschraubern. Die Stahlkonstruktion ragt stellenweise 9 m über den Fels hinaus.
Die Zeitschrift GEO erwähnte Top of Tyrol in einem Artikel als eine von 10 weltweit architektonisch besonderen Aussichtsplattformen.

## Drehort
Im Juni 2019 war die Gipfelplattform Drehort für einen Song der indischen Kinoproduktion Saaho.